# Sup’Internet
Die Sup’Internet ist eine französische Bachelorhochschule. Sie bildet innerhalb von drei Jahren Internet-Bachelore aus. Die Schule wurde 2011 gegründet.
Die Schule ist Mitglied im Zusammenschluss IONIS Education Group.

## Grundstudium
Die wichtigsten Unterrichtsfächer der Sup’Internet sind:
- Geschäfts- und Internet-Marketing
- Entwicklung und Web-Technologien
- Erstellung und Webdesign[5]

## Ranking
Sie ist eine der angesehensten Bachelorhochschulen in Frankreich, besonders im Bereich Internettechnologie. Bei den in Frankreich üblichen Ranglisten erreichte sie durchweg einen der vorderen Plätze.